# Himalrandia lichiangensis
Himalrandia lichiangensis är en måreväxtart som först beskrevs av William Wright Smith, och fick sitt nu gällande namn av Deva D. Tirvengadum. Himalrandia lichiangensis ingår i släktet Himalrandia och familjen måreväxter. Inga underarter finns listade i Catalogue of Life.